# マヨットの旗
マヨットの旗（マヨットのはた）は、フランスの海外県であるマヨットの旗である。
上記の旗だけでなく、フランスの国旗も使用される。

フランスの国旗

## 概要
中央の四角形の中にはフランスの国旗と同じ色の赤・青・白が使われている。また、三日月はイスラム教を、黄色い花はイランイランを表している。上部には、フランス語で「マヨット」と書いていて、下部のテープには、国のスローガン「マハチリ」が書いている。

## 歴史的な旗

?フランス領マダガスカルの旗
?フランス領コモロの旗